# ECM (wytwórnia muzyczna)
ECM (pełna nazwa: Editions of Contemporary Music) – wytwórnia fonograficzna założona w 1969 roku w Monachium. Założycielem był niemiecki producent Manfred Eicher. Firma jest znana głównie z wydawnictw jazzowych, lecz nie ogranicza się tylko do tego stylu.
Wytwórnia wydaje albumy między innymi takich artystów jak pianiści Keith Jarrett, Chick Corea i Paul Bley, saksofoniści Jan Garbarek i Michael Brecker, wibrafonista Gary Burton, gitarzyści Pat Metheny, John Abercrombie czy John Scofield, basiści Eberhard Weber, Charlie Haden i Dave Holland, a także polskich muzyków, takich jak trębacz Tomasz Stańko, Marcin Wasilewski Trio, czy ostatnio saksofonista Maciej Obara.
W 1984 roku wytwórnia zaczęła projekt ECM New Series wydając muzykę poważną. Seria obejmuje tak dzieła kompozytorów współczesnych (np. Steve Reich, Philip Glass, Lera Auerbach), jak i wielkich klasyków w wykonaniu muzyków jazzowych. Jedną z ciekawszych propozycji było wydanie kompozycji Bacha i Mozarta granych przez pianistę jazzowego Keitha Jarretta.